# ピエール・ストロング・ジュニア
ピエール・ストロング・ジュニア（Pierre Strong Jr.、1998年12月10日 - ）は、アメリカ合衆国アーカンソー州リトルロック出身のアメリカンフットボール選手。ポジションはランニングバック（RB）。NFLのクリーブランド・ブラウンズに所属している。
カレッジフットボールではサウスダコタ州立大学でプレーをし、2022年のNFLドラフトで4巡目全体127位指名をされ、ペイトリオッツに入団した。

## 大学入学以前
ストロングは、アーカンソー州リトルロックで育ち、ジョン L. マクレラン高校を卒業した 。ジュニアイヤーに、マクレラン高校が5Aクラス・ステートチャンピオンシップゲームに進んだとき、彼は2,248ヤードを走り、30回のラッシングタッチダウンを記録した。プラスキーアカデミー高校との対戦では、2016年のレギュラーゲームの最後のドライブでシーズン終了の怪我を負ったにもかかわらず、ストロングは4年生の間に合計ラン獲得ヤード1,423ヤード、25回ものタッチダウンを記録した 。

## 大学時代
ストロングのトゥルーフレッシュマンシーズンは、1,116ヤードを走り、11回のラッシングタッチダウンを記録し、ミズーリバレー・フットボールカンファレンス（MVFC）の年間最優秀新人に選ばれた  。2年生シーズンでは143回のキャリーで1,018ヤードを走り、8タッチダウンを記録し、オールMVFCのファーストチームに選ばれた。ジュニアイヤーには、 COVID-19のパンデミックにより秋から延期された2021年の春シーズンには、707ヤードを走った。シニアイヤーでは、ストロングはラン獲得ヤード1,686ヤードと18ラッシングタッチダウンを記録し、22回のキャッチで150ヤード、4レシービングタッチダウンを記録した 。

## プロキャリア

### ニューイングランド・ペイトリオッツ
| 身長                    | 体重           | 腕 の 長 さ       | 手 の 大 き さ   | 40Yrd ダ ッ シ ュ | 10Yrd ス プ リ ッ ト | 20Yrd ス プ リ ッ ト | 20Yrd シ ャ ト ル | 3 コ 丨 ン ド リ ル | 垂 直 跳 び     | 立 ち 幅 跳 び      | ベ ン チ プ レ ス |
| ----------------------- | -------------- | ----------------- | ---------------- | ----------------- | -------------------- | -------------------- | ----------------- | ------------------- | --------------- | ------------------- | ----------------- |
| 5 ft 11+3⁄8 in (181 cm) | 207 lb (94 kg) | 31+7⁄8 in (81 cm) | 9+1⁄4 in (23 cm) | 4.37 s            | 1.51 s               | 2.55 s               | 4.25 s            | 6.95 s              | 38.0 in (97 cm) | 10 ft 4 in (3.15 m) | 16 回             |
| Source:                 |                |                   |                  |                   |                      |                      |                   |                     |                 |                     |                   |

ストロングは2022年のNFLドラフトの4巡目全体127位指名をされ、ニューイングランド・ペイトリオッツに入団した。

### クリーブランド・ブラウンズ
2023年8月27日、クリーブランド・ブラウンズへトレードされた。